# Patrick Lefevere
Pour les articles homonymes, voir Lefevere.

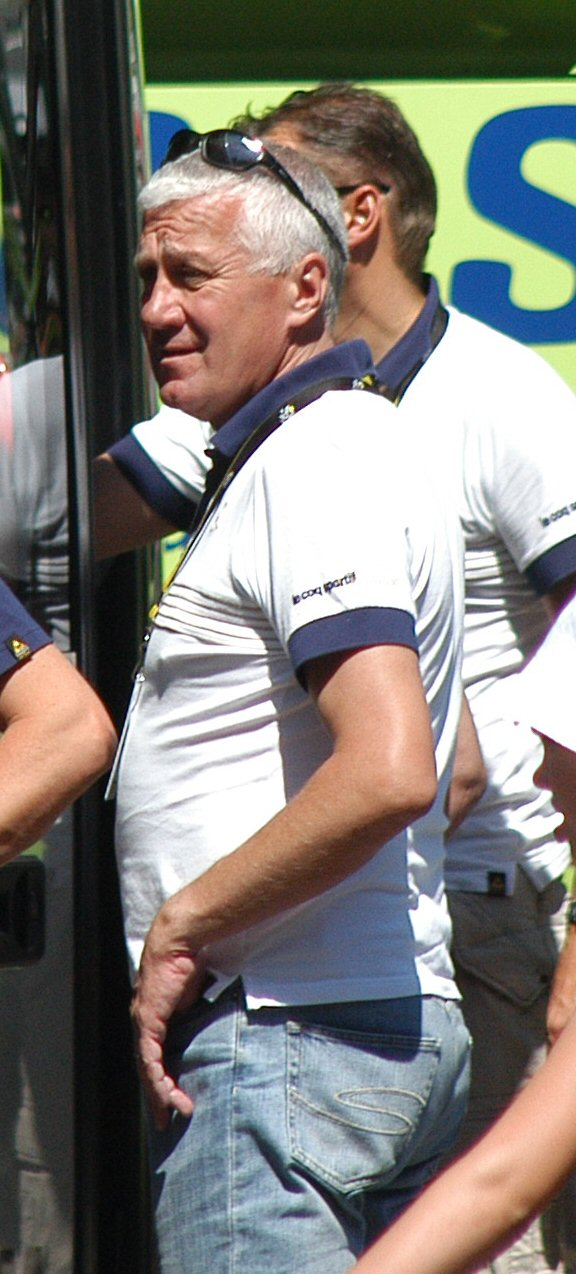
Lefevere au départ de la 8e étape du Tour de France 2007

Patrick Lefevere, né le 6 janvier 1955 à Moorslede, est un coureur cycliste et directeur sportif d'équipes cyclistes professionnelles, actuellement le manager général de l'équipe cycliste belge Soudal Quick-Step. Il a été cycliste professionnel entre 1976 et 1979 remportant une étape du Tour d'Espagne 1978. Dès la fin de sa carrière en 1979, il commence à occuper des fonctions d'encadrant dans diverses équipes. Il dirige notamment dans les années 1990 la grande équipe de la Mapei avec laquelle il remporte de nombreuses classiques. De 2003 à 2024, il occupe le poste de manager de l'équipe Quick-Step.
Au cours de sa carrière de directeur sportif, il dirige notamment Johan Museeuw, Tom Boonen, Michele Bartoli, Richard Virenque,  Paolo Bettini ou Julian Alaphilippe. Son équipe est reconnue comme une grande spécialiste des courses d'un jour, remportant en particulier dix fois Paris-Roubaix avec 4 triplés de ses coureurs en 1996, 1998, 1999 et 2001, ainsi que onze Tours des Flandres (entre 1993 et 2018). Même s'il n'a jamais remporté le Tour de France, il est selon le site cyclingranking.com, le manager le plus titré de l'histoire, grâce sa longévité.

## Biographie
Patrick Lefevere est originaire de Flandre, la région néerlandophone de Belgique.

### Carrière de coureur
Durant sa carrière amateur, Patrick Lefevere remporte en 1975 le Circuit Het Volk amateurs et une étape de l'Olympia's Tour. Il est vice-champion de Belgique amateurs cette année-là. Il devient coureur professionnel en 1976 dans l'équipe Ebo-Cinzia. En 1978, il rejoint l'équipe Marc Zeepcentrale-Superia, avec laquelle il gagne Kuurne-Bruxelles-Kuurne et la quatrième étape du Tour d'Espagne.

### Carrière de dirigeant d'équipes
Dès la fin de sa carrière de coureur en 1979, Patrick Lefevere commence à occuper des fonctions d'encadrant dans l'équipe Marc Zeepcentrale. Il travaille ensuite avec Walter Godefroot dans les équipes Capri Sonne (1981-1982), puis Lotto (1985-1987). En 1988, il travaille pour l'équipe néerlandaise TVM, puis retrouve Godefroot chez Domex-Weinmann en 1989. De 1992 à 1994, il est directeur sportif de l'équipe GB-MG Maglificio, avec des coureurs tels que Franco Ballerini et Mario Cipollini.
En 1995, il devient directeur sportif de l'équipe Mapei, une équipe connue pour ses nombreux succès sur les classiques, grâce notamment à des coureurs comme Johan Museeuw et Michele Bartoli. En septembre 2000, il lui est diagnostiqué une tumeur au pancréas, dont il est opéré avec succès à Louvain,. En 2001 et 2002, il retourne en Belgique et crée l'équipe Domo-Farm Frites, avec lequel il remporte plusieurs courses, dont deux Paris-Roubaix avec Servais Knaven et Museeuw.
En juillet 2002, après que Mapei annonce son intention de se retirer à la fin de la saison, Lefevere s'est réuni avec le propriétaire de Quick-Step, M. Frans De Cock ainsi que le propriétaire de Davitamon Marc Coucke, pour annoncer la fondation de l'équipe Quick Step-Davitamon.
L'équipe a changé de dénomination à plusieurs reprises mais a toujours présenté Quick-Step comme sponsor principal. La formation est devenue une référence dans les classiques grâce aux victoires de ses leaders. Paolo Bettini a notamment été double champion du monde, champion olympique et vainqueur de plusieurs grandes classiques. Tom Boonen est le recordman de victoires sur Paris-Roubaix et le Tour des Flandres, il a également remporté un titre mondial et le maillot vert sur le Tour de France 2007. Au début des années 2000, l'équipe peut également compter sur Richard Virenque qui, en son au sein, est devenu le recordman des victoires en ce qui concerne le maillot à pois du meilleur grimpeur (7 fois).
En octobre 2006, il est élu comme président de l'Association internationale des groupes cyclistes professionnels (AIGCP). « Exaspéré » par le conflit entre l'Union Cycliste Internationale (UCI) et les organisateurs des grands tours cyclistes, il démissionne de son poste en décembre 2007.
En 2007, Patrick Lefevere fait l'objet d'une série d'articles dans la presse belge à la suite de la publication par le quotidien flamand Het Laatste Nieuws d'une enquête (« Patrick Lefevere, 30 ans de dopage ») qui l'accuse d'avoir utilisé des produits dopants pendant sa carrière professionnelle, puis, dans son rôle d'encadrant, d'avoir encouragé l'usage de tels produits par ses coureurs. Il reconnait peu après avoir fait usage d'amphétamines pendant sa carrière, mais rejette toutes les autres allégations. Il poursuit trois journalistes qui ont participé à l'enquête et reçoit fin 2009 par un tribunal de Bruxelles 500 000 € de dommages et intérêts, car leurs accusations étaient basées sur des sources peu fiables.
En octobre 2010, Lefevere forme une coentreprise avec l'homme d'affaires tchèque Zdeněk Bakala, qui devient le propriétaire de l'équipe. Après une transition en 2011, l'équipe est renommée en 2012 Omega Pharma-Quick-Step, avec Lefevere comme PDG.
En 2012, l'équipe remporte 60 victoires officielles, dont Paris-Roubaix, le Tour des Flandres et la première édition des championnats du monde par équipes contre-la-montre, 9 titres nationaux et le championnat du monde contre-la-montre avec Tony Martin. En 2013 avec l'arrivée de Mark Cavendish, l'équipe compte plus de 50 victoires à son actif, dont 5 étapes du Tour d'Italie et 4 étapes au Tour de France. En 2014, Michał Kwiatkowski devient champion du monde.
En avril 2017, alors qu'il est soupçonné de fraude fiscale, il est acquitté par un tribunal belge. Le juge évoque des négligences et estime que l'intention d'éluder l'impôt n'est pas suffisamment prouvée. Cependant, Lefevere doit payer une lourde amende, car plus de 80.000 euros de primes et des droits à l'image pour quelque 15 millions d'euros n'ont pas été déclarés par le manager,.
Le 11 décembre 2024, il annonce qu'il quittera son poste de CEO de Soudal QuickStep au 31 décembre 2024, remplacé par Jürgen Foré. Il met donc fin à sa carrière de dirigeant de l'équipe après 23 ans et presque 1 000 victoires.

## Palmarès en tant que coureur

### Palmarès amateur
- 1974
  - 3eb étape du Tour du Hainaut occidental
  - 2e du Tour du Hainaut occidental
- 1975
  - 4e étape de l'Olympia's Tour
  - 2e étape du Tour de Malaga
  - 2e du championnat de Belgique amateurs
  - 3e du championnat des Flandres amateurs

### Palmarès professionnel
- 1976
  - 6ea étape du Tour du Levant
  - 2e du Grand Prix E5
- 1977
  - Maaslandse Pijl
  - Gullegem Koerse
  - 2e du Circuit du Brabant occidental
- 1978
  - Kuurne-Bruxelles-Kuurne
  - 4e étape du Tour d'Espagne
  - Grand Prix Raf Jonckheere
- 1979
  - Circuit de la région frontalière
  - 2e de la Ruddervoorde Koerse

## Résultats sur les grands tours

### Tour d'Espagne
1 participation
- 1978 : 53e, vainqueur de la 4e étape

## Distinctions
- Vélo de cristal du meilleur directeur sportif en 2000, 2004, 2006, 2013, 2017, 2018 et 2019